# Blots-Tulca
Blotstulka (10?? -) was een koningin-gemalin van Zweden. Zij was gehuwd met Sven van Zweden. Met Sven had zij een zoon; Erik Årsäll van Zweden. Ze is de laatst bekende heidense koningin van Zweden en tevens van heel Scandinavië.